# Viktor von Dankl
Viktor von Dankl va ser un general austríac de la Primera Guerra Mundial, (Udine, 18 de setembre de 1854 -Innsbruck, 8 de gener de 1941)

## Formació
Victor Dankl neix a la província de Venècia, llavors austríaca, on el seu pare era capità. Estudia a Gorizia, després a Trieste a escoles germanòfiles. L'any 1869 entra com a cadet a Sankt Pölten i finalment a l'Acadèmia militar teresiana.
Comanda la 66a brigada d'infanteria l'any 1903 a Trieste, després de 1905 a 1907, la 16a d'infanteria, igualment amb base a Trieste, i, fins a l'any 1912, la 36a Divisió d'infanteria a Zagreb, a continuació va ser el cap del 14è cos d'exèrcit a Innsbruck.

## Primera Guerra Mundial

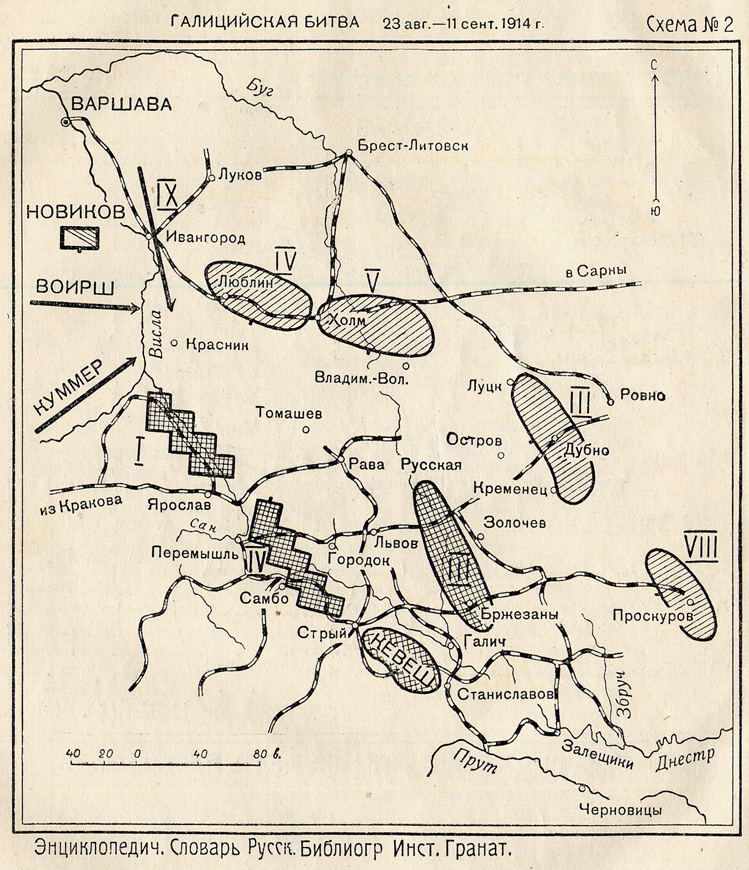
Batalla de Galitzia (agost-setembre 1914): els 1er i 4t exèrcits austrohongaresos (en graons) enfront dels 3r i 4t russos.

L'estiu de 1914, comanda el 1r exèrcit austrohongarès, llavors en el front de l'Est, sota les ordres del cap d'estat-major general Franz Conrad von Hötzendorf. El 22 d'agost, passa el riu San i guanya la batalla de Krasnik: és decorat amb l'Orde militar de Maria Teresa i ennoblit just en el moment que els exèrcits austrohongaresos pateixen la derrota de la batalla de Lemberg. Pot revenjar-se parcialment en la batalla del Vistula de resultat indecís (setembre-octubre 1914).
Al maig de 1915, amb l'entrada d'Itàlia a la Primera Guerra Mundial, fou nomenat comandant en cap de la defensa del Tirol des del seu quarter general a Bozen. Les seves tropes menys equipades i en inferioritat numèrica queden a la defensiva. Al març de 1916, comanda l'11 Exèrcit i participa en l'ofensiva d'Asiago dirigida per Conrad von Hötzendorf, el seu exèrcit va avançar fins a la seva unió amb el 3r exèrcit però no van poder arribar-hi. L'ofensiva de Brussílov al Front Oriental obliga a posar fi a aquest progrés davant l'obligació d'enviar tropes a Galítsia.

## Retirada

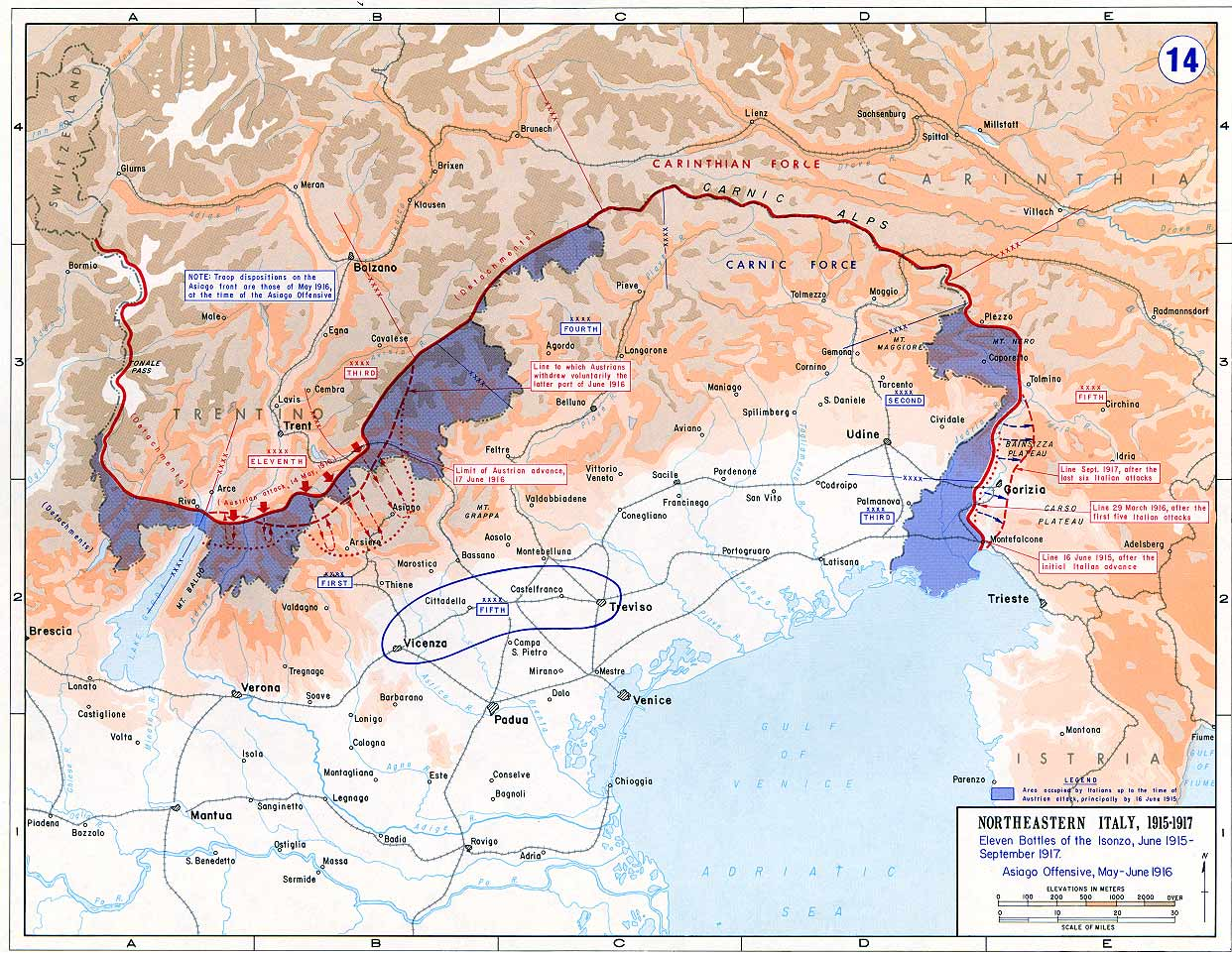
L'ofensiva sobre l'Asiago (fletxes vermelles a l'esquerra)

El 17 de juny de 1916 va ser rellevat del seu comandament amb el general Pichler. Va passar a operar-se d'un goll i va quedar assignat al comandament del Primer Regiment de Guardaespatlles. El 1918 va ser elevat al títol de comte. El 1925 va assumir la cancelleria de l'Orde de Maria Teresa i des d'aquest lloc defensa la causa dels vells aparells, dels antics soldats i l'antic ordre, i desitja el retorn de l'emperador. Durant l'Anschluss, que critica, el 1938, es retira de la vida pública. Va morir el 8 de gener de 1941 i va ser enterrat al cementiri de Wilten, Innsbruck, tres dies després de la mort de la seva dona. El Tercer Reich no li va retre honors militars.

## Condecoracions
- L'Orde militar de Maria-Teresa
- Creus del mèrit militar (Àustria)
- Gran-creu de l'Orde imperial de Leopold
- Creu de ferro de primera i segona classe
- Orde Teutònic.